# Хинд бинт Утба
Хинд бинт Утба (арап. هند بنت عتبة‎) је била Арапкиња која је живела крајем 6. и почетком 7. века. била је супруга Абу Суфјана ибн Харба, моћног човека Меке, у западној Арабији. Била је мајка Муавије I, оснивача династије Омејада, Ханзале, Џувајрија и Ум Хакам. Рамла бинт Аби Суфјан, која је постала једна од Мухамедових жена, била је њена пасторка.
И Абу Суфјан и Хинд су се првобитно успротивили исламском пророку Мухамеду пре него што су 630. прешли на ислам.

## Живот
Рођена је у Меки, као ћерка једног од најистакнутијих вођа Курејшија, Утба ибн Рабиа, и Сафије бинт Умаја ибн Абд Шамс. Зато су Сафија и Утба рођаци. Имала је два брата: Абу Худајфа ибн Утба и Валид ибн Утба. Имала је и две сестре: Атика бинт Утба и Ум Култум бинт Утба. Њен отац и њен ујак Шаиба ибн Рабиа били су међу главним противницима ислама који су на крају убили Алија у бици код Бадра.
Њен први муж је био Хафс ибн Ел Мугира из клана Махзум, коме је родила једног сина, Абана.Хафс је умро млад након болести. Хинд се тада удала за његовог млађег брата ел Факама, који је био много старији од ње, али га је прихватила јер је желела да њен син одраста у породици свог оца. Ел Фака је имао салу за гозбе у којој је широј јавности било дозвољено да слободно уђе. Једног дана је оставио Хинд саму у ходнику и вратио се кући видевши како један од његових радника одлази у журби. Под претпоставком да је његова жена имала љубавника, он ју је шутнуо и питао је ко је тај човек. Она је одговорила да је спавала и да није знала да је неко ушао; али ел Факах јој није поверовао и одмах се развео.
Хинд је тада постала предмет оговарања. Њен отац Утба ју је замолио да каже истину о свом разводу. "Ако су оптужбе истините, организоваћу да Хафс буде убијен, а ако буду лажне, позваћу га да се појави пред пророком из Јемена." Хинд се заклела богом да је била невина, па је Утба позвао пророка. Хинд је седела међу мноштвом жена; пророк је пришао, ударио је по рамену и рекао: "Устани, чиста жено и без прељубе. Ти ћеш родити краља! "Ел Факах је тада узео њену руку, спреман да је прихвати као своју жену, али Хинд је повукла руку и рекла:" Одлази, јер ћу се побринути да га подарим неком другом човеку. "
Хинд је одбила другог удварача да би се затим удала за Абу Суфјана, који је био њен први рођак по мајци и други рођак по оцу,
 599. Њена породица је позајмила накит клана Абул Хукајк из медине Медини како би се могла украсити за венчање.

## Сукоб са Мухамедом
Од 613. до 622. године, Мухамед је проповедао поруку ислама јавности у Меки. Док је скупљао обраћенике, он и његови следбеници суочавали су се са све већим прогоном. Године 622. емигрирали су у далеки град Јатхриб, сада познат као Медина. Били су у рату са Меканцима и нападали меканске караване. Меканци су послали снаге да бране караване. Меканци и муслимани су се сукобили у бици код Бадра. Муслимани су поразили Меканце, а Хиндин отац, син, брат и стриц су сви погинули у тој борби.
Хиндин бес према муслиманима био је највећи и најинтензивнији; јавно је плакала у отвореној пустињи и сипала прашину преко лица и одеће док је јадиковала над својим мртвим рођцима; и није престала док је муж Абу Суфјан није наговорио да више не плаче и обећао јој да ће осветити смрт њеног оца и брата.
Хинд је пратила Меканске снаге у бици код Ухуда. Била је међу женама које су певале и плесале, подстичући своје ратнике.
Напред, синови Абдалардови,

Напед, заштитници нашег залеђа,

Ударите сваким наоштреним копљем!

Ако напредујете, грлимо вас,

ширите мекане простирке испод себе;

ако се повучете, оставићемо вас,

одлазите и више вас не волим.
Током ове битке, Џубајр ибн Мутим је подмитио свог роба Вахшија ибн Харба са манумисијом (обећањем да ће га ослободити роптва) да убије Мухамедовог стрица Хамзу. Кад год би Хинд прошла Вахши, она је назвала: "Хајде, црнче! Задовољите своју освету и нашу!" Зато што је Хамза био онај који је убио њеног ујака. Вахши је пробо копљем Хамзу на врхунцу битке; након што је Хамза пао, Вахши се вратио да узме копље и напустио битку. Након битке, Хинд и жене су отишле да унакажавају лешеве мртвих Муслимана. Одсекли су носове и уши и направиле их у огрлице и наруквице (Хинди их је дао Вахши). Извукла је Хамзину јетру и загризла је; али није могла да прогута залогај и испљунула га је. (Ибн Абду л Бар наводи у својој књизи "ел Истибаб" да је кувала Хамзино срце пре него што га је појела.) Онда се попела на стену и "вриштала на врху свог гласа":
Платили смо вам за Бадр

а рат који прати рат је увек насилан.

Нисам могла да поднесем губитак Утба

ни мог брата и његовог стрица и мог прворођечета.

Погазила сам своју освету и испунила свој завет.

Ти, О Вахши, ублажио си ватру у мојим грудима.

Захваљујем Вахшију док год живим

док моје кости не струну у гробу.
Међутим, након окупације Меке 630. године, Хинд је прихватила ислам. Суниски муслимани сада сматрају да је она була међу пратиоцима Мухамеда.

## Битка код Јармука
У бици код Јармука, муслимани су били бројчано надмашени од стране Византинаца, али су наводно уз помоћ жена и дечака међу њима који су их храбрили, поразили Источно Римско царство. Битка се такође сматра једном од највећих војних победа Халида ибн ел Валида. То је учврстило његову репутацију као једног од највећих тактичара и команданата коњице у историји.
Две од најранијих историјских књига о исламу одају велико поштовање Хинд за њено деловање усред битке. Они показују како су ране муслиманске жене, укључујући Хинд бинт Утбах и Асму бинт Аби Бакр, биле на неки начин у бици код Јармука. Муслимани су били бројно надмашени. Сваки пут када би мушкарци побегли, жене су их окренуле назад да се боре, бојећи се да ће их, ако их изгубе, Римљани поробити. Сваки пут кад би мушкарци побегли, жене би певале:
О, ко бежи од своје одане даме!

Она је лепа и чврсто стоји.

Напуштате их Римљанима

да им допусте да момци и девојке ухвате.

Они ће од нас у потпуности узети оно што желе

и почети да се боре међу собом.
Хинд је певала исту песму коју је певала када се борила против муслимана у бици код Ухуда:
Ћерке ноћних звезда смо ми,

они који ходају на тепиху су мекани

Наша шетња говори о пријатељству

Наше руке су мирисни мирис мошуса

Бисерне перле су обешене око наших вратова

Зато дођите и загрлите нас

Ко год одбије, заувек ће бити одвојен

Да брани своје жене, нема племенитог љубавника?
Након што су се жене буниле, мушкарци би се вратили и рекли једни другима: "Ако се не боримо, онда имамо више права да седимо у женској четврти него жене."
У једном тренутку, када су стрелице почеле да падају на Абу Суфјана и он је покушао да окрене коња, Хинд је ударла коња у лице шатором и рекла: "Где мислиш да идеш, О Сахр? Иди назад у борбу и уложите напор у њу док не надокнадите што сте у прошлости починили против Мухамеда. " Касније је стрела погодила Абу Суфјана у очи и он је постао слеп.